# Muraji
Muraji (连) era um título hereditário  da Kabane no Japão Antigo. Os Muraji rivalizavam com o Omi o poder político durante grande parte do Período Kofun e estavam frequentemente em conflito com estes sobre questões políticas, religiosas e de sucessão do imperador. 
Por tradição os Muraji eram grandes defensores do Xintoísmo e alegavam descendência dos deuses mitológicos , os kami , entre esses os clãs Ōtomo (大伴), Nakatomi (中臣), Mononobe (物部) e Inbe (忌部).
Como o Omi , o mais poderoso Muraji acrescentou o prefixo Ō (大 , grande) e passou a ser referido como Ōmuraji (大连). 
Exemplos de Ōmuraji mencionados no Nihon Shoki foram Mononobe no Ikofutsu (物部伊莒弗) durante o reinado do Imperador Richu , Ōtomo no Muroya (大伴室屋), Ōtomo no Kanamura (大伴金村), Mononobe no Me (物部目), Mononobe no Arakabi (物部麁鹿火), Mononobe no Okoshi (物部尾舆) e Mononobe no Moriya (物部守屋).
Em 538, de acordo com o Nihongi, ou em 552 de acordo com o Kojiki, com a introdução do budismo na Corte, o Clã Soga aumentou seu poder como Ōomi e passou a perseguir os Muraji, tradicionalmente ligados à tradição xintoísta e que se opuseram à nova religião. Mononobe no Nakatomi foi um dos mais ardorosos defensores do Xintoísmo e deu origem a lutas amargas contra o clã rival , o que caracterizaria mais de cem anos de história do país .  
Após sucessos iniciais dos Muraji, que conseguiram expulsar os monges budistas enviados pelo reino coreano de Baekje , durante reinado do Imperador Kimmei mas logo em seguida no reinado do Imperador Bidatsu,  Soga no Umako derrotou Mononobe no Moriya na Batalha de Shigisan alcançando os Soga a hegemonia em 587 , o que correspondeu a um período de florescimento da história japonesa, que durou até 645, quando, em uma trama arquitetada por Nakatomi no Kamatari e o futuro Imperador Tenji (o Incidente de Isshi), os líderes do Clã Soga foram mortos .
Quando o sistema Kabane foi reformado em 684 pela Reforma Taika, alguns dos poderosos Muraji tornaram-se  Asomi ( 朝臣 , membros da Corte de segundo escalão ), mas a maioria se tornou Sukune ( 宿祢 , membros da Corte de terceiro escalão). O termo Muraji continuou a existir, mas como  membro da Corte de sétimo escalão, superior apenas ao Inaki ( 稲置 ).